# E-Japan
e-Japan（イージャパン）とは、日本政府が掲げた日本型IT社会の実現を目指す構想、戦略、政策の総体。E-ジャパン（Eジャパン）とも表記される。2000年（平成12年）9月21日、内閣総理大臣・森喜朗（当時）が、衆参両院本会議（第150回国会）の所信表明演説で、「E-ジャパンの構想」として初めて示した。
2005年以降eからユビキタスのuへの国の政策転換もあってe-Japan戦略はu-Japanとなった。

## E-ジャパンの構想
2000年（平成12年）9月21日、森喜朗首相が、衆参両院本会議（第150回国会）の所信表明演説（いわゆるイット革命演説）において、「E-ジャパンの構想」として以下の諸施策を示した。
- IT基本法案と、民間同士の書面の交付等を義務づけた法律を一括して改正するための法律案を提出
- IT国家戦略の取りまとめ
- 超高速インターネットの整備を図り、インターネットサービスの低廉化や利便性向上を促進
- IT関連の統計や施策の実施状況の速やかな公表など、情報の共有
- 電子政府の早期実現、学校教育の情報化、通信・放送の融合化に対応した制度の整備
- 学校や公共施設の高速インターネットを整備するとともに、全国民がインターネットを使えるよう一大国民運動を展開
- 国民が、利便と楽しみを得られるような情報の中身、いわゆるコンテンツの発展（インターネット博覧会の実施）

IT基本法は、高度情報通信ネットワーク社会形成基本法（平成12年法律第144号）として成立した。また、翌2001年（平成13年）1月6日、同法に基づいて内閣官房に設置された「高度情報通信ネットワーク社会推進戦略本部（IT戦略本部）」において、IT国家戦略のとりまとめが始められた。
超高速インターネットの整備やインターネットサービスの低廉化・利便性向上などは、民間主導で行われ、特にYahoo! BB (現在のソフトバンク)の大量販売戦略によって、急速に脱ダイヤルアップが進められた。
インターネット博覧会（インパク）は、2000年12月31日から翌2001年12月31日まで、堺屋太一・経済企画庁長官の主導で行われた（開催中に内閣総辞職したため、竹中平蔵・経済財政政策担当大臣に引き継がれる）。

## 高度情報通信ネットワーク社会推進戦略本部（IT総合戦略本部）
高度情報通信ネットワーク社会推進戦略本部（IT総合戦略本部）は、高度情報通信社会推進本部をその母体とする。
1994年（平成6年）8月2日、高度情報通信社会の構築に向けた施策を総合的に推進し、情報通信の高度化に関する国際的な取組に我が国として積極的に協力することを目的として、高度情報通信社会推進本部が内閣に設置された。
2000年（平成12年）7月7日、世界規模で生じている情報通信技術 (IT/ICT)による産業・社会構造の変革（いわゆる「IT革命」）に日本として取り組み、IT革命の恩恵を全ての国民が享受でき、かつ国際的に競争力ある「IT立国」の形成を目指した施策を総合的に推進するため、情報通信技術戦略本部（IT戦略本部）が内閣に設置された。また同時に、IT戦略会議が内閣に設置された。
同年11月27日、IT戦略本部は、IT基本戦略をとりまとめた。
同年11月29日、高度情報通信ネットワーク社会形成基本法（IT基本法）が成立した。
2001年（平成13年）1月6日、IT基本法に基づき、高度情報通信ネットワーク社会推進戦略本部が内閣に設置された。当初、呼称をIT戦略本部としていたが、2013年（平成25年）3月28日からIT総合戦略本部に変更した。
2021年（令和3年）9月1日にデジタル社会形成基本法が施行され、IT基本法が廃止されたことに伴い、同法を根拠とするIT総合戦略本部も廃止された。

## e-Japan戦略
2001年（平成13年）1月22日、IT戦略本部は、e-Japan戦略として、IT国家戦略を策定した。
「我が国は、すべての国民が情報通信技術 (IT)を積極的に活用し、その恩恵を最大限に享受できる知識創発型社会の実現に向け、早急に革命的かつ現実的な対応を行わなければならない。市場原理に基づき民間が最大限に活力を発揮できる環境を整備し、5年以内に世界最先端のIT国家となることを目指す。」
重点政策分野としては次のとおり。
1. 超高速ネットワークインフラ整備及び競争政策: 5年以内に超高速アクセス（目安として30 - 100 Mbps）が可能な世界最高水準のインターネット網の整備を促進し、必要とするすべての国民が低廉な料金で利用できるようにする。
2. 電子商取引
3. 電子政府の実現
4. 人材育成の強化

また、上記を受けて同年3月29日、「e-Japan重点計画」（高度情報通信ネットワーク社会の形成に関する重点計画）が策定された。

### e-Japan2002プログラム
2001年（平成13年）6月26日策定。2002年（平成14年）度IT重点施策に関する基本方針。
以下の5本の柱を基本的な方針として、重点化を図った。
1. 高速・超高速インターネットの普及の推進
  1. 世界最高水準の高度情報通信ネットワークの形成
  2. 高度情報通信ネットワークの安全性及び信頼性の確保
2. 教育（機関）の情報化・人材育成の強化
  1. 教育及び学習の振興並びに人材の育成
3. ネットワークコンテンツの充実
4. 電子政府・電子自治体の着実な推進
5. 国際的な取組の強化

- IT人づくり計画
- 「e!プロジェクト」を推進
- 「小泉内閣メールマガジン」

## 以降の主な動き
- 2002年6月18日 - e-Japan戦略に基づき、「e-Japan重点計画2002」をIT戦略本部が策定。
- 2003年
  - 7月 - 2005年度を目標とした「e-Japan戦略」を発展させ、以降もIT国家戦略を継続的に推進することを目的とした「e-Japan戦略II」をIT戦略本部が策定。
  - 8月8日 - e-Japan戦略IIに基づき、「e-Japan重点計画2003」を IT戦略本部が策定。
- 2004年
  - 2月 - 「e-Japan戦略II加速化パッケージ」をIT戦略本部が策定。
  - 6月15日 - e-Japan戦略IIに基づき、「e-Japan重点計画2004」をIT戦略本部が策定。
- 2005年2月24日 - e-Japan戦略の目標年に当たり、「IT政策パッケージ2005」をIT戦略本部が策定。
- 2006年
  - 1月 - 「e-Japan戦略」の成果や課題を踏まえ、2010年度に向けた新たなIT国家戦略として「IT新改革戦略」をIT戦略本部が策定。
  - 7月26日 - IT新改革戦略に基づき、「重点計画-2006」をIT戦略本部が策定。
  - 8月 - 2010年度までにブロードバンドインターネット接続環境を全世帯で利用できることを目標にした「次世代ブロードバンド戦略2010」を総務省が策定。
- 2007年
  - 4月 - 「IT新改革戦略政策パッケージ」をIT戦略本部が策定。
  - 7月26日 - IT新改革戦略に基づき、「重点計画-2007」をIT戦略本部が策定。
- 2008年8月20日 - IT新改革戦略に基づき、「重点計画-2008」をIT戦略本部が策定。

## 評価
安価で高速なブロードバンド網の構築を実現した一方で、2020年のCOVID-19流行により、社会全般のデジタル化の遅れが露呈する形となった。また、海外のビッグ・テックに太刀打ちできる企業を生み出せずにいる。